# Сосновка (Наровчатський район)
Сосно́вка (рос. Сосновка) — присілок складі Наровчатського району Пензенської області, Росія.
Населення — 23 особи (2010; 32 у 2002).
Національний склад станом на 2002 рік:
- росіяни — 100 %